# Yōjirō Takahagi
Yōjirō Takahagi (jap. 髙萩洋次郎 Takahagi Yōjirō; ur. 12 sierpnia 1986) – japoński piłkarz, reprezentant kraju. Obecnie występuje w FC Seoul.

## Kariera klubowa
Od 2003 do 2015 roku występował w klubach Sanfrecce Hiroszima, Ehime FC i Western Sydney Wanderers. Od 2015 roku gra w zespole FC Seoul.

## Kariera reprezentacyjna
W reprezentacji Japonii zadebiutował w 2013. W sumie w reprezentacji wystąpił w 2 spotkaniach.

## Statystyki
| Reprezentacja Japonii | Reprezentacja Japonii | Reprezentacja Japonii |
| Rok                   | Mecze                 | Gole                  |
| --------------------- | --------------------- | --------------------- |
| 2013                  | 2                     | 0                     |
| Razem                 | 2                     | 0                     |